# Королівська регата
«Королівська регата» — радянський художній фільм 1966 року, режисера Юрія Чулюкіна, знятий на кіностудії «Мосфільм».

## Сюжет
Студентська команда Московського авіаційного інституту (МАІ) з академічного веслування зазнала поразки в змаганнях. Тренер кидає команду і йде, забравши з собою кращих веслярів. Решта спортсменів вирішують зібрати нову команду, а керівництво інституту призначає їм нового тренера — викладача гідродинаміки. Наполегливо тренуючись і долаючи всі перешкоди, команда наполегливо йде до своєї мрії — участі в королівській регаті «вісімок», що проводиться в ФРН. На змагання встигає і група наших уболівальників, і, завдяки їх підтримці, радянська команда займає почесне друге місце, поступившись лише господарям.

## У ролях
- Наталія Кустинська —  стюардеса Олена
- Валентин Смирнитський —  Вася
- Олександр Грузинський —  дяк, дід Тараса, Гервасій Федосійович
- Олександр Ханов —  генерал, дід Васі, Олексій Іванович
- Георгій Куликов —  тренер команди веслярів МАІ, Микола Львович Борисов («Нільс Бор»)
- В'ячеслав Захаров —  кермовий команди веслярів, Сєва
- Олександр Потапов —  весляр, Тарас
- Олександр Мартишкін —  весляр, Паша (озвучує Юрій Саранцев)
- Ігор Юрашас —  весляр, Антон
- Леонід Брусин —  весляр, Вікентій
- Юрій Цурило —  весляр, артист театру «Ромен», Марко
- Филимон Сергєєв —  весляр-першокурсник, Кирило
- Геннадій Болібок —  весляр, Юхан
- Олег Мокшанцев —  тренер Володимир Якович Солуянов
- Леонід Чубаров —  помічник Солуянова
- Дмитро Масанов —  вчений з МАІ, Іван
- Ірина Мірошниченко —  студентка-скульптор, подруга Юхана, Віолетта
- Павло Винник —  сержант міліції, Шатров
- Аркадій Цінман —  доповідач на вченій раді
- Кларина Фролова-Воронцова —  бабуся Олени
- Георгій Светлані —  дідусь Олени
- Валентина Ананьїна — вболівальниця
- Олександр Леньков —  Льоня
- Марина Владі — камео
- Томас Хольцман — камео
- Ян Спарре —  спортивний коментатор, камео
- Ольга Наровчатова —  студентка-спортсменка
- Леонід Євтіф'єв —  член вченої ради
- Ервін Кнаусмюллер — чоловік, який нагороджує

## Знімальна група
- Режисер:  Юрій Чулюкін
- Сценаристи:  Борис Васильєв,  Кирило Рапопорт,  Семен Листов
- Оператори:  Петро Сатуновський, Герман Шатров
- Композитор:  Михайло Зів
- Художник:  Давид Виницький